# Archives départementales du Doubs
Les archives départementales du Doubs sont un service du conseil départemental du Doubs, chargé de collecter les archives, de les classer, les conserver et les mettre à la disposition du public. Elles se situent sur la commune de Besançon dans le quartier de Planoise depuis 1986.

## Historique
Les premières archives du département étaient conservées à partir de 1796 dans l'ancienne intendance, situé au centre-ville. C'est en 1986 que l'État décide l'installation du service dans le quartier de Planoise, dans un bâtiment facilement reconnaissable à ses grandes baies vitrée turquoise, situé rue Marc Bloch, dans le secteur de Cassin, et desservi par les transports en commun de Besançon (lignes numéro 3, 5 et 10). L'édifice abrite 20,8 km de linéaires d'archives publiques, 1 km de linéaire d'archives d'origine privée ainsi qu'une bibliothèque contenant plus de 25 000 ouvrages. Les archives départementales disposent d'un service éducatif (accueil des élèves du CM2 à la Terminale).

## Directeurs
- 2005-2010 : Georges Cuer ;
- Depuis 2010 : Nathalie Rogeaux

## Pour approfondir